# مسعود پزشکیان در انتخابات ریاست‌جمهوری ایران (۱۴۰۳)
مسعود پزشکیان در سومین روز ثبت‌نام انتخابات ریاست‌جمهوری ایران (۱۴۰۳) مورخ ۱۲ خرداد ۱۴۰۳ با حضور در وزارت کشور، در انتخابات ریاست‌جمهوری ثبت نام کرد و در ۲۰ خرداد ۱۴۰۳ از سوی شورای نگهبان جهت ورود به چهاردهمین انتخابات ریاست‌جمهوری تأیید صلاحیت شد. او به‌دنبالِ بهبود روابط با غرب بر سر برنامه هسته‌ای ایران به‌منظور کاهش تحریم‌های آمریکا بوده است. یکی از رویکردهای او جلب نظر رای‌دهندگان سرخورده، به‌ویژه نسل‌های جوان و جامعه اهل سنت بود. او در جریان تبلیغات انتخاباتی، مخالفتش با برخورد با زنان به دلیل حجاب و فیلترینگ را ابراز نمود. او در تبلیغات انتخاباتی، خود را غیرحزبی معرفی کرد که با همه جریان‌های سیاسی اصلاح‌طلب و اصول‌گرا کار می‌کند.
پس از اعلام نام نامزدهای نهایی، جبهه اصلاحات او را به‌عنوان نامزد خود اعلام کرد. سید محمد خاتمی و حسن روحانی، رئیس‌جمهورهای سابق، هم از او حمایت کردند. نامزدهای اصول‌گرای رقیبش مدعی هستند که او «دوره سوم ریاست‌جمهوری حسن روحانی» خواهد بود اما پزشکیان این موضوع را رد کرده است. علی عبدالعلی‌زاده به‌عنوان رئیس ستاد انتخاباتی پزشکیان انتخاب شد. محمدجواد ظریف و محمدجواد آذری جهرمی (قائم‌مقام ستاد)، دو وزیر دولت روحانی، نقش پررنگی در کارزار انتخاباتی او داشتند.
پزشکیان در دور نخست انتخابات بیش از ۱۰٬۴۱۵ میلیون رای کسب کرد اما به‌دلیل اینکه نتوانست ۵۰٪ آرا را به خود اختصاص دهد، او و سعید جلیلی به دور دوم انتخابات رفتند. پزشکیان در دور دوم با کسب بیش از ۱۶ میلیون رأی (۵۴٪ آرا) به‌عنوان نهمین رئیس‌جمهور ایران انتخاب شد.

## زمینه
پیش از سال ۱۳۸۰ و تشکیل کابینه دوم محمد خاتمی، پزشکیان در میان فعالان سیاسی ایران شناخته شده نبود. او بین ۱۳۷۹ تا ۱۳۸۰ در دوره وزارت محمد فرهادی، معاون سلامت وزارت بهداشت، درمان و آموزش پزشکی در کابینه اول سید محمد خاتمی بود. او در کابینه دوم سید محمد خاتمی به عنوان وزیر بهداشت، درمان و آموزش پزشکی از مجلس رأی اعتماد گرفت.
پزشکیان برای انتخابات ریاست‌جمهوری ۱۳۹۲ نام‌نویسی کرد اما از نامزدی انصراف داد. او دلیل انصراف خود را ثبت‌نام اکبر هاشمی رفسنجانی اعلام کرد. او برای انتخابات ریاست‌جمهوری ۱۴۰۰ نیز نام‌نویسی کرد که توسط شورای نگهبان رد صلاحیت شد.

### نام‌نویسی
وی در تاریخ ۱۲ خرداد ۱۴۰۳، در سومین روز ثبت‌نام انتخابات ریاست‌جمهوری ایران (۱۴۰۳)، با حضور در وزارت کشور، به‌منظور کاندیداتوری در انتخابات ریاست‌جمهوری ثبت نام کرد. مسعود پزشکیان روز قبل از ثبت نام خود، در گفت‌وگو با روزنامه العربی الجدید اعلام کرده بود که برای ثبت‌نام در انتخابات ریاست جمهوری به مقر وزارت کشور می‌رود. صلاحیت مسعود پزشکیان روز ۲۰ خرداد ۱۴۰۳ از سوی شورای نگهبان برای نامزدی چهاردهمین دورهٔ انتخابات ریاست‌جمهوری احراز شد.

## ستاد انتخاباتی و شعار

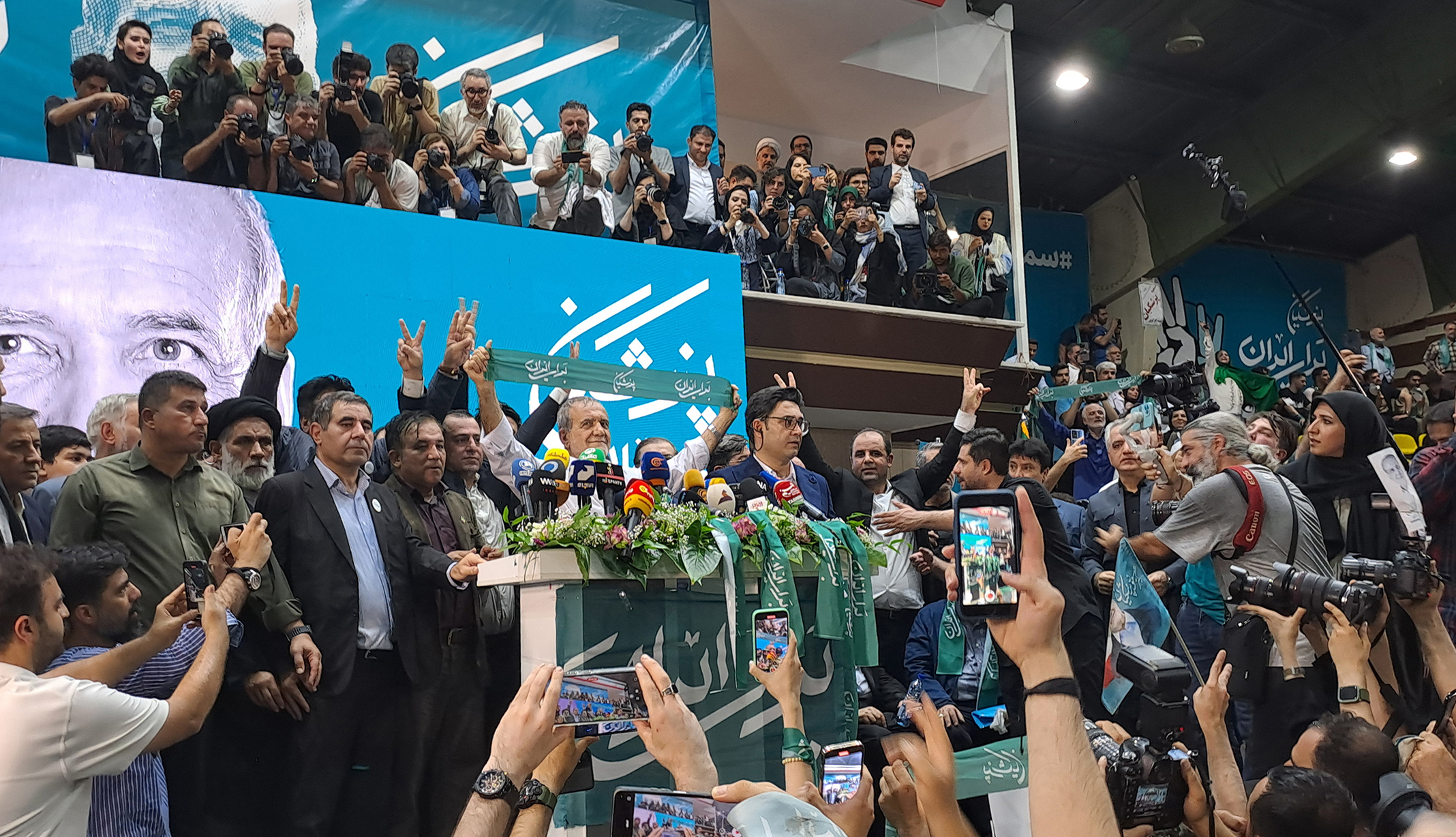
تجمع انتخاباتی حامیان پزشکیان در تهران، سوم تیر ۱۴۰۳

مسعود پزشکیان بعد از تأیید صلاحیت خود اولین توئیت خود را با شعار «برای ایران» رسانه ای کرد. وی در اولین برنامه تبلیغاتی خود از شعار دولتش رونمایی کرد. وی شعار برای ایران با ایرانیان بر اساس حق و عدالت را برای دولت مدنظر و کمپین تبلیغاتی خود برگزید.
علی عبدالعلی‌زاده در جریان انتخابات ریاست‌جمهوری چهاردهم به‌عنوان رئیس ستاد انتخاباتی پزشکیان منصوب شد. سید محمدعلی افشانی، معاون امور استان‌ها؛ علی شکوری‌راد، معاون تبلیغات؛ حجت نظری، معاون جوانان و دانشجویان؛ فاطمه راکعی، معاون بانوان؛ احمد صادق بناب، معاون مالی و اقتصادی و ابراهیم شیخ، معاون روابط عمومی ستاد انتخاباتی او شدند.

## فعالیت‌های تبلیغاتی

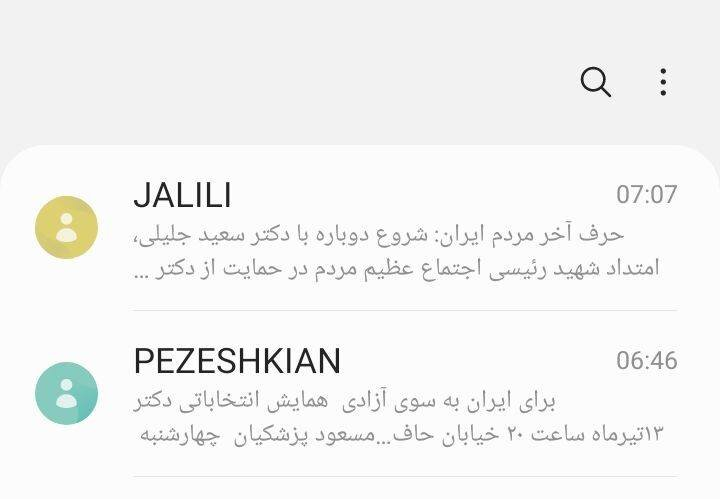
پیامک‌های تبلیغاتی پزشکیان و جلیلی

### سفرها
- بهارستان
- شهریار
- اصفهان
- شیراز
- سنندج
- ارومیه
- تبریز
- مشهد
- اهواز
- کرمان
- یزد
- خرم‌آباد[۲۶]

### همایش‌ها
- همایش برای ایران فردا
- همایش بزرگ فرهنگیان
- همایش زنان حامی
- همایش فرهنگیان و نمایندگان ادوار مجلس شورای اسلامی
- اجتماع بزرگ حامیان و گردهمایی انتخاباتی ستاد استان تهران
- نشست فعالان اتاق بازرگانی، صنایع، معادن و کشاورزی ایران
- گردهمایی تولیدکنندگان، انجمن‌ها و تشکل‌های بخش کشاورزی و صنعت غذای ایران
- گفت‌وگو دربارهٔ دولت فرهنگی؛ برای ایران

### مستند
- نسل زد
- مستانه شو
- نگرانم

## وعده‌های انتخاباتی
- تنش‌زدایی با دولت‌ها و تعامل سازنده با جهان[۲۷]
- ثبات اقتصادی و اجتماعی با حمایت از تجار، تولیدکنندگان، نخبگان و جوانان[۲۸]
- معافیت مالیاتی برای خانوارهای کم‌درآمد[۲۹]
- اجرای کامل نظام رتبه‌بندی فرهنگیان و بهبود وضعیت معیشتی معلمان[۳۰]
- توازن در خدمات عمومی و احقاق حق و جلوگیری از ظلم[۳۱]
- اجرای صحیح برنامه هفتم توسعه[۳۲]
- ایجاد اتحاد و انسجام ملی و کاهش تنش‌های داخلی
- اصلاح نظام ناکارآمد اینترنت و رفع فیلترینگ برای حمایت از کسب‌وکارهای مجازی. او تنها کاندیدای این دوره از انتخابات است که با طرح صیانت مخالف است.[۳۳]
- استفاده از کار کارشناسی و علمی در مدیریت کلان کشور
- تقویت وضعیت معیشتی کادر درمان و هنرمندان بازنشسته
- توازن بین دهک‌های پایین و بالا در یارانه‌های انرژی و بنزین
- حضور افراد اهل سنت و کرد به‌عنوان عضو کابینه و استاندار[۷]
- توجه به مسائل حاشیه نشین‌ها
- ساماندهی مهاجرین موجود و بستن مرزهای ایران به روی پناهجویان افغان[۳۴]
- مذاکره با کشورهای اروپایی برای پذیرش بخشی از مهاجرین
- حذف سهمیه از کنکور سراسری[۳۵]

## واکنش‌ها
به گفتهٔ طیبه بیات در خبرگزاری مهر، پس از اعلام تأیید صلاحیت پزشکیان، شخصیت‌های اصلاح‌طلب حمایت خود را از او اعلام کردند و رسانه‌های این طیف در حال «ایجاد جنگ روانی علیه رقبا» و «فضاسازی برای افکار عمومی» مبنی بر احتمال بالای پیروزی پزشکیان هستند. روزنامهٔ اعتماد نیز در خبری مدعی شد که فرمان تخریب پزشکیان از ستادهای انتخاباتی اصولگرایان صادر شده است. طبق این خبر آن‌ها به دنبال ایجاد جوی منفی علیه نامزدی‌اند که می‌بایست یک تنه با نامزدهای اصولگرا روبه‌رو شود.
پاتریک وینتور در روزنامهٔ گاردین «کاهش تنش و بهبود رابطه با آمریکا» را مهم‌ترین گزینه سیاست خارجی پزشکیان داشت. به باور این نویسنده حضور محمدجواد ظریف به‌عنوان مشاور پزشکیان در میزگرد تلویزیونی، می‌تواند نمادی از این واقعیت باشد که در صورت پیروزی پزشکیان، «رویکرد ایران به سیاست خارجی، از جمله نیاز به دستیابی به توافق در مورد برنامه هسته‌ای‌اش، چقدر می‌تواند تغییر کند.»

## حامیان

### افراد

#### سیاستمداران
- سید محمد خاتمی رئیس‌جمهور پنجم ایران (دولت‌های هفتم و هشتم)[۳۹]
- حسن روحانی رئیس‌جمهور هفتم ایران (دولت‌های یازدهم و دوازدهم)[۴۰]
- محمدجواد ظریف وزیر امور خارجه دولت‌های یازدهم و دوازدهم و دانشیار دانشکده مطالعات جهان دانشگاه تهران[۴۱]
- محمدرضا عارف معاون رئیس‌جمهور ایران|معاون اول رئیس‌جمهور دولت هشتم و رئیس گروه علوم مهندسی فرهنگستان علوم ایران[۴۲]
- مهدی کروبی دبیرکل حزب اعتماد ملی و رئیس دو دوره مجلس شورای اسلامی ایران[۴۳]
- مجید تخت‌روانچی نماینده دائم ایران در سازمان ملل متحد[۴۴]
- عبدالله رمضان‌زاده مدیر کل سیاسی وزارت کشور و سخنگوی دولت هشتم ایران[۴۵]
- محمدجواد آذری جهرمی وزیر ارتباطات و فناوری اطلاعات دولت دوازدهم[۴۶]
- علی مطهری سیاستمدار، نمایندهٔ حوزه انتخابیه تهران، ری، شمیرانات، اسلامشهر و پردیس در مجلس شورای اسلامی[۴۷]
- سید هادی خامنه‌ای دبیرکل مجمع نیروهای خط امام و و مدیر مؤسسه پژوهشکده تاریخ اسلام[۴۸]
- علی‌اکبر ناطق نوری وزیر کشور دولت سوم و چهارم[۴۹]
- قدرت‌الله علیخانی مشاور پارلمانی رئیس مجمع تشخیص مصلحت نظام[۵۰]
- حسن عابدی جعفری وزیر بازرگانی دولت چهارم[۵۱]
- بیژن زنگنه وزیر نفت در دولت‌های هفتم، هشتم، یازدهم و دوازدهم[۵۲]
- علی ربیعی وزیر تعاون، کار و رفاه اجتماعی دولت دوازدهم[۵۳]
- سید محمدرضا خاتمی پزشک و سیاستمدار، نایب‌رئیس مجلس ششم[۵۴]
- سید محمد بطحایی وزیر سابق وزارت آموزش و پرورش در دولت دوازدهم[۵۵]
- مجید انصاری معاون سابق امور حقوقی و مجلس رئیس‌جمهور و عضو مجمع تشخیص مصلحت نظام[۵۶]
- محسن مهرعلیزاده رئیس سازمان تربیت بدنی و معاون سازمان انرژی اتمی ایران در دولت هشتم[۵۷]
- سید محمدصادق خرازی دیپلمات، معاون نماینده دائم ایران در سازمان ملل متحد و سفیر ایران در فرانسه
- جعفر توفیقی پژوهشگر، مدرس دانشگاه، وزیر علوم، تحقیقات و فناوری دولت هشتم
- علی‌اصغر فانی رئیس کمیسیون فرهنگی دبیرخانه شورای عالی انقلاب فرهنگی و وزیر آموزش و پرورش دولت یازدهم
- حبیب‌الله بیطرف وزیر نیرو دولت هفتم و هشتم، عضو هیئت علمی دانشگاه تهران
- سید محمدحسین عادلی استاد دانشگاه، سفیر ایران در کانادا و بریتانیا
- سید محمد صدر معاون سیاسی و اجتماعی وزیر کشور
- محمدحسن فدایی فرد سفیر ایران در اسپانیا
- غلامرضا شافعی وزیر تعاون و وزیر صنایع ایران در دولت پنجم و هفتم، سفیر ایران در روسیه
- عبدالرحیم گواهی استاد ادیان، عرفان و فلسفه، سفیر ایران در ژاپن
- سید جلال ساداتیان سفیر ایران در بریتانیا
- نصرت‌الله تاجیک سفیر ایران در اردن
- ابوالقاسم دلفی سفیر ایران در بلژیک، صربستان و فرانسه
- سید مصطفی هاشمی‌طبا وزیر صنایع و معادن و معاون اول رئیس‌جمهور ایران دولت هشتم
- مهدی سنایی دیپلمات، سفیر ایران در روسیه و دانشیار روابط بین‌الملل دانشگاه تهران
- محسن امین‌زاده معاون وزارت امور خارجه ایران
- مجتبی خسروتاج معاون وزیر بازرگانی و صمت در دولت‌های سوم و چهارم، هفتم و هشتم، یازدهم
- سید محمود میرلوحی معاون پارلمانی وزارت کشور دولت هشتم
- محمدرضا تاجیک استاد دانشگاه و رئیس مرکز بررسی‌های استراتژیک ریاست جمهوری دولت هشتم
- محمود صادقی دانشیار دانشگاه تربیت مدرس و عضو کانون وکلای دادگستری ایران
- سید حسین مرعشی دبیرکل حزب کارگزاران سازندگی
- سید وحید حقانیان نظامی و معاون اجرایی بیت رهبری
- بیژن نامدار زنگنه وزیر نفت دولت‌های هفتم، هشتم، یازدهم و دوازدهم[۵۸]
- سیده حمیده زرآبادی نماینده حوزه انتخاباتی قزوین، آبیک و البرز در مجلس شورای اسلامی
- عباس آخوندی وزیر مسکن و شهرسازی در دولت دوم و وزیر راه و شهرسازی در دولت‌های یازدهم و دوازدهم
- علی‌محمد نمازی نمایندهٔ حوزهٔ انتخابیهٔ لنجان در مجلس شورای اسلامی
- علی‌اشرف مجتهد شبستری معاون نمایندگی دائم ایران در دفتر اروپایی سازمان ملل متحد
- علی جنتی دیپلمات و وزیر فرهنگ و ارشاد اسلامی دولت یازدهم
- محمود واعظی مدیر عامل اجرایی شرکت مخابرات ایران و رئیس دفتر رئیس‌جمهور دولت دوازدهم
- شهیندخت مولاوردی معاون امور زنان و خانواده دولت یازدهم و دبیرکل جمعیت حمایت از حقوق بشر
- الهه کولایی استاد علوم سیاسی دانشکده حقوق و علوم سیاسی دانشگاه تهران
- الهام فخاری عضو شورای مرکزی حزب اعتماد ملی و عضو شورای اسلامی شهر تهران
- انوشیروان محسنی بندپی نماینده حوزه انتخابیه نوشهر، چالوس در مجلس شورای اسلامی و استاندار تهران
- لطف‌الله میثمی کنشگر سیاسی و عضو شورای فعالان ملی مذهبی
- فاطمه راکعی سرپرست پیشین اداره کل بانوان شهرداری تهران و عضو جبهه مشارکت ایران اسلامی
- محمدباقر نوبخت رئیس سازمان مدیریت و برنامه‌ریزی دولت یازدهم
- غلامعلی رجایی مشاور شخص رئیس‌جمهور در دولت چهارم
- ناصر سرمدی سفیران ایران در تاجیکستان
- سید محمد میرمحمدی رئیس مؤسسه تحقیقات جنگل‌ها و مراتع کشور و استاندار یزد
- جمشید انصاری معاون رئیس‌جمهور و رئیس سازمان اداری و استخدامی کشور دولت یازدهم
- داوود کشاورزیان مدیر عامل شرکت هواپیمایی ایران ایر و استاندار مازندران
- احمد مازنی معاون سابق بنیاد شهید و امور ایثارگران
- محمدرضا پورمحمدی معاون آموزشی و تحصیلات تکمیلی دانشگاه و استاندار آذربایجان شرقی
- فریده اولادقباد نماینده حوزه انتخاباتی تهران، ری، شمیرانات، اسلامشهر و پردیس در مجلس شورای اسلامی
- جلیل رحیمی جهان‌آبادی نماینده حوزه انتخاباتی تربت جام، تایباد، باخرز و صالح‌آباد در مجلس شورای اسلامی
- فیض‌الله عرب‌سرخی مدیرکل حراست وزارت فرهنگ و ارشاد اسلامی دولت سوم
- معین‌الدین سعیدی نماینده حوزه انتخابیه چابهار و نیک‌شهر در مجلس شورای اسلامی
- حسین نورانی‌نژاد دبیرکل و سخنگوی حزب اتحاد ملت
- جلال جلالی‌زاده نماینده حوزه انتخابیه سنندج، دیواندره و کامیاران در مجلس شورای اسلامی
- علی تاجرنیا نماینده حوزه انتخابیه مشهد در دوره ششم مجلس شورای اسلامی
- سید محمود حسینی استاندار اسبق استان سیستان و بلوچستان و استان اصفهان
- احمد حکیمی‌پور نماینده حوزه انتخابیه زنجان و طارم در دوره ششم مجلس شورای اسلامی
- پیروز حناچی شهردار سابق تهران و معاون شهرسازی و معماری وزیر راه و شهرسازی
- جعفر رحمان‌زاده رابط جبهه اصلاحات، استاندار زنجان و مازندران
- محمد علیخانی نماینده حوزه انتخابیه قزوین در دوره هفتم مجلس شورای اسلامی
- کمال‌الدین پیرمؤذن نماینده حوزه انتخابیهٔ اردبیل و نمین در دوره نهم مجلس شورای اسلامی
- بشیر نظری مشاور معاون سابق وزارت ورزش و جوانان
- امیر شهلا عضو شورای مرکزی حزب ندای ایرانیان

#### ورزشکاران و هنرمندان
- رضا کیانیان بازیگر، پژوهشگر و نویسنده
- پرویز پرستویی بازیگر و صداپیشه
- رسول خطیبی بازیکن سابق تیم ملی فوتبال ایران
- بهنام محمودی کاپیتان سابق تیم ملی والیبال ایران[۵۹]
- مرضیه برومند کارگردان، نویسنده، عروسک‌گردان، صداپیشه و بازیگر[۶۰]
- سروش صحت بازیگر، کارگردان و مجری
- ابوالحسن داوودی کارگردان، فیلم‌نامه‌نویس و تهیه‌کننده
- هومن حاجی‌عبداللهی هنرپیشه، مجری تلویزیون، صداپیشه
- رضا قیطاسی قوی‌ترین مرد ایران
- سهیلا منصوریان ووشوکار و دارنده مدال طلای ساندا جام جهانی
- شهرام شاه‌حسینی کارگردان سینما و تلویزیون
- مسعود فراستی منتقد سینما

#### کنشگران و روزنامه‌نگاران
- عباس عبدی پژوهشگر اجتماعی و روزنامه‌نگار، معاون فرهنگی مرکز تحقیقات استراتژیک
- حمیدرضا جلایی‌پور روزنامه‌نگار و فعال اجتماعی، عضو انجمن جامعه‌شناسی ایران
- محمدرضا جلایی‌پور پژوهشگر اجتماعی و کنشگر مدنی
- کیوان صمیمی روزنامه‌نگار، فعال سیاسی، فعال ملی مذهبی و زندانی سیاسی

#### فعالان اقتصادی
- علی طیب‌نیا اقتصاددان، استاد دانشگاه، وزیر امور اقتصادی و دارایی دولت یازدهم[۶۱]
- موسی غنی‌نژاد اقتصاددان، استاد دانشکده مدیریت و اقتصاد دانشگاه صنعتی شریف
- حمیدرضا برادران شرکا اقتصاددان و مدرس دانشگاه، رئیس سازمان برنامه و بودجه کشور
- مسعود نیلی اقتصاددان، عضو هیئت علمی دانشگاه صنعتی شریف و معاون سازمان برنامه و بودجه کشور
- سعید لیلاز استاد دانشگاه، تحلیل‌گر اقتصادی و قائم‌مقام مدیرعامل ایران خودرو دیزل
- فرشاد مؤمنی اقتصاددان، استاد اقتصاد دانشگاه علامه طباطبایی و رئیس مؤسسه دین و اقتصاد
- حسین سلاح‌ورزی فعال اقتصادی و مدیر اجرایی، رئیس دوره دهم اتاق بازرگانی ایران
- محمدعلی دهقان دهنوی معاون امور اقتصادی وزیر امور اقتصادی و دارایی
- سید محمد طبیبیان استادیار و دانشیار دانشگاه صنعتی اصفهان و دانشگاه استنفورد
- محمد ستاری‌فر اقتصاددان و رئیس سازمان مدیریت و برنامه‌ریزی کشور
- احمد میدری اقتصاددان، معاون رفاه اجتماعی وزارت تعاون، کار و رفاه اجتماعی
- فرهاد نیلی اقتصاددان و مدرس دانشگاه، نماینده ایران در بانک جهانی
- محمدحسین شریف‌زادگان مدیر عامل سازمان تأمین اجتماعی
- حسین عبده تبریزی بنیان‌گذار بانک اقتصاد نوین نخستین بانک خصوص ایران
- محمدهاشم بت‌شکن مدیر عامل بانک مسکن و دانشیار دانشگاه علامه طباطبائی
- بایزید مردوخی اقتصاددان و استاد برنامه‌ریزی توسعه در ایران

#### عالمان و دانشگاهیان
- رضا داوری اردکانی فیلسوف و اندیشمند، استاد فلسفه، از چهره‌های ماندگار[۶۲]
- عبدالکریم سروش استاد دانشگاه، نویسنده، مترجم و فیلسوف[۶۳]
- تقی آزاد ارمکی جامعه‌شناس و نویسنده ایرانی و استاد تمام دانشکده علوم اجتماعی دانشگاه تهران
- محمد مجتهد شبستری فیلسوف و پژوهشگر، استاد دانشکده الهیات و معارف اسلامی دانشگاه تهران[۶۴]
- محسن رنانی اقتصاددان نهادگرا، عضو هیئت علمی دانشگاه[۶۵]
- محمد فاضلی جامعه‌شناس و استادیار سابق دانشگاه شهید بهشتی[۶۶]
- علی شریفی زارچی استادیار دانشکده مهندسی کامپیوتر دانشگاه صنعتی شریف و رئیس کمیته علمی المپیاد جهانی کامپیوتر[۶۷]
- محسن برهانی حقوق‌دان و وکیل دادگستری و استاد دانشگاه
- ناصر نقویان روحانی و دبیر هیئت عالی گزینش کشور
- نعمت‌الله فاضلی انسان‌شناس و نویسنده، استاد پژوهشگاه علوم انسانی و مطالعات فرهنگی
- بهاره آروین عضو هیئت علمی گروه جامعه‌شناسی دانشگاه تربیت مدرس
- محمدتقی فاضل میبدی استاد دانشگاه مفید[۶۸]
- خانواده مسعود علی‌محمدی استاد فیزیک دانشگاه تهران و نخستین شهید هسته‌ای[۶۹]
- سید ضیاء هاشمی دانشیار دانشکده علوم اجتماعی دانشگاه تهران
- محمدرضا جوادی یگانه دانشیار و عضو هیئت علمی دانشکده علوم اجتماعی دانشگاه تهران
- لیدا جراحی استاد دانشکده پزشکی دانشگاه علوم پزشکی مشهد
- مقصود فراستخواه رئیس توسعه آموزش عالی مؤسسه پژوهش و برنامه‌ریزی آموزش عالی
- سلیمان پاک‌سرشت جامعه‌شناس و دانشیار دانشگاه بوعلی سینا
- محسن آرمین سیاست‌مدار و پژوهشگر دینی
- هادی خانیکی استاد علوم ارتباطات دانشکده علوم ارتباطات دانشگاه علامه طباطبائی
- علی‌اکبر مسعودی خمینی عضو جامعه مدرسین حوزه علمیه قم
- مرتضی جوادی آملی فرزند عبدالله جوادی آملی عضو شورای عالی انقلاب فرهنگی
- محمدحسین احمدی شاهرودی نماینده استان خوزستان در مجلس خبرگان رهبری در دوره چهارم و پنجم
- ابوالحسن الله بداشتی نماینده دوره اول مجلس شورای اسلامی حوزه انتخابیه نوشهر
- حسین انصاری‌راد نماینده مردم نیشابور در مجلس شورای اسلامی در دوره‌های اول و ششم
- سید محمدعلی ایازی قرآن پژوه و استادیار دانشکدهٔ حقوق، الهیات و علوم سیاسی دانشگاه آزاد تهران
- عباسعلی بهاری اردشیری قائم مقامی معاونت حقوقی وزارت راه و ترابری در دولت هشتم
- سید محمد رضوی یزدی نمایندهٔ حوزهٔ انتخابیهٔ یزد و صدوق در دورهٔ ششم مجلس شورای اسلامی
- سید محمود علوی نمایندهٔ مجلس خبرگان رهبری و وزیر اطلاعات دولت یازدهم
- محسن غرویان از مدرسان فلسفهٔ اسلامی و مدرس حوزهٔ علمیهٔ قم
- هادی قابل روحانی نواندیش، عضو شورای مرکزی جبهه مشارکت
- محسن رشید شاعر و نویسنده، مدیر مرکز مطالعات و تحقیقات جنگ
- غلامرضا ظریفیان استاد تاریخ دانشگاه تهران، از اعضای جمعیت توحید و تعاون
- عبدالمجید معادیخواه روحانی شیعه و وزیر فرهنگ و ارشاد اسلامی
- سید سراج‌الدین موسوی روحانی، سفیر ایران در پاکستان
- سید حسین موسوی تبریزی مجتهد، پژوهشگر، نویسنده و رئیس سابق خانهٔ احزاب
- مرتضی مردیها فیلسوف تحلیلی، نویسنده، روزنامه‌نگار و مترجم

### خانواده های کشته شدگان
- خانواده مهدی باکری
- خانواده مسعود علی‌محمدی
- خانواده محمد بروجردی
- خانواده سید محمد جهان‌آرا
- خانواده سید محمدعلی آل‌هاشم

### حزب و تشکل‌ها
- جبهه اصلاحات ایران[۷۰][۷۱]
- حزب اسلامی کار
- مجمع روحانیون مبارز
- حزب ندای ایرانیان
- حزب اراده ملت ایران
- حزب اعتماد ملی
- نهضت آزادی ایران
- حزب اتحاد ملت ایران اسلامی
- حزب مردم‌سالاری
- بنیاد امید ایرانیان
- حزب همبستگی ایران اسلامی
- مجمع نیروهای خط امام
- حزب کارگزاران سازندگی ایران
- سازمان عدالت و آزادی ایران اسلامی
- حزب اعتدال و توسعه
- حزب توسعه ملی ایران
- حزب جمهوریت ایران اسلامی
- جماعت دعوت و اصلاح
- انجمن فارغ‌التحصیلان دانشگاه صنعتی شریف
- انجمن فارغ‌التحصیلان دانشگاه صنعتی امیرکبیر
- خانه کشاورز ایران
- خانه روابط عمومی ایران
- شورای راهبردی اهل سنت ایران
- ائتلاف وفاق ملی جوانان ایران
- جامعه اهل سنت تهران
- تشکل اصولگرایان معتدل
- شورای هماهنگی اصلاح طلبان کُرد
- حزب جوانان ایران اسلامی
- انجمن روزنامه نگاران زن ایران
- جامعه متخصصین صنعت هوانوردی و فرودگاهی
- جامعه کارگزاران مخابرات روستایی ایران
- مجمع نمایندگان ادوار مجلس شورای اسلامی
- انجمن اسلامی مدرسین دانشگاه‌ها
- کمیسیون تحول و نوآوری اتاق بازرگانی
- اتحادیه پیشکسوتان جامعه کارگری
- حزب همبستگی دانش آموختگان ایران
- جامعه دندان پزشکی ایران
- کارکنان وزارت جهاد کشاورزی

### رسانه
- هم‌میهن
- مردم سالاری
- انتخاب
- فرارو
- بهار نیوز
- اعتمادآنلاین
- آفتاب نیوز
- آرمان امروز
- اقتصاد ۲۴
- رویداد ۲۴
- نواندیش
- خبرآنلاین